# Список бывших населённых пунктов на территории Старицкого района Тверской области
Список населённых пунктов, существовавших на территории Старицкого района Тверской области России.
| Наименование                | Тип     | Округ         | Уезд       | Волость        | Церковный приход |
| --------------------------- | ------- | ------------- | ---------- | -------------- | ---------------- |
| Абакумовский                | хутор   | Корениченский |            |                |                  |
| Аболешево                   | деревня | Суровцовский  | Зубцовский | Роднинская     | Дегунинский      |
| Александровка               | деревня | Мартьяновский | Зубцовский | Иружская       | Сергинский       |
| Алферьевский                | хутор   | Красновский   |            |                |                  |
| Аннинское                   | хутор   | Максимовский  |            |                |                  |
| Антоновский                 | хутор   | Паньковский   |            |                |                  |
| Анциноринская мельница      | хутор   | Дарьинский    |            |                |                  |
| Арсеньевская мельница № 1   | хутор   | Коньковский   |            |                |                  |
| Арсеньевская мельница № 2   | хутор   | Коньковский   |            |                |                  |
| Арсеньевская мельница № 3   | хутор   | Коньковский   |            |                |                  |
| Афанасово                   | деревня | Емельяновский | Старицкий  | Емельяновская  | Афанасовский     |
| Балакиревская мельница      | хутор   | Паньковский   |            |                |                  |
| Балакирево                  | деревня | Паньковский   | Старицкий  | Дарская        | Городковский     |
| Балакирево                  | хутор   | Орловский     |            |                |                  |
| Баламутово (Яйцово Слобода) | деревня | Орловский     | Старицкий  | Дороховская    | Мелтучинский     |
| Барабаново                  | хутор   | Новоямской    |            |                |                  |
| Бараново                    | хутор   | Красновский   |            |                |                  |
| Барзуки                     | деревня | Денежновский  | Старицкий  | Павликовская   | Денежновский     |
| Барково                     | хутор   | Орловский     |            |                |                  |
| Барыково                    | деревня | Новский       | Старицкий  | Иверовская     | Барыковский      |
| Бельское                    | хутор   | Суровцовский  |            |                |                  |
| Белякино                    | хутор   | Покровский    |            |                |                  |
| Бережки                     | деревня | Бродовский    | Старицкий  | Тредубская     | Бродовский       |
| Берегарь                    | хутор   | Старицкий     |            |                |                  |
| Бесоулково                  | деревня | Орешкинский   | Старицкий  | Киселёвская    | Боронкинский     |
| Божарово                    | хутор   | Красновский   |            |                |                  |
| Боково                      | деревня | Сидоровский   | Старицкий  | Татарковская   | Гнездовский      |
| Боланцево                   | хутор   | Орловский     |            |                |                  |
| Болдырево                   | деревня | Бойковский    | Старицкий  | Дороховская    | Бойковский       |
| Болдырево                   | хутор   | Мартьяновский |            |                |                  |
| Боолотниково                | хутор   | Старицкий     |            |                |                  |
| Боолотьково                 | деревня | Васильевский  | Старицкий  | Иверовская     | Васильевский     |
| Большое Дарьино             | деревня | Орловский     | Старицкий  | Дороховская    | Мелтучинский     |
| Большое Капково (Старое)    | деревня | Старицкий     | Старицкий  | Прасковьинская | Арсеньевский     |
| Борисово                    | деревня | Емельяновский | Старицкий  | Емельяновская  | Ильинский        |
| Борисово                    | хутор   | Старицкий     |            |                |                  |
| Бортенево                   | деревня | Сидоровский   | Старицкий  | Кобелевская    | Ивановский       |
| Бронкино                    | погост  | Орешкинский   | Старицкий  |                |                  |
| Быково                      | деревня | Красновский   | Старицкий  |                |                  |
| Валентиновка                | хутор   | Покровский    | Старицкий  |                |                  |
| Васильки                    | сельцо  | Берновский    | Старицкий  |                |                  |
| Верхнее Колошино            | деревня | Орловский     | Зубцовский |                |                  |
| Волково                     | хутор   | Коньковский   | Старицкий  |                |                  |
| Вольный Труд                | хутор   | Бойковский    | Старицкий  |                |                  |
| Горки                       | деревня | Бабинский     | Старицкий  |                |                  |
| Демидово                    | деревня | Гурьевский    | Старицкий  |                |                  |
| Железниково                 | село    | Гурьевский    | Старицкий  |                |                  |
| Журавлево                   | деревня | Роднинский    | Зубцовский |                |                  |
| Заход                       | деревня | Бабинский     | Старицкий  |                |                  |
| Знаменка                    | деревня | Орешкинский   | Старицкий  |                |                  |
| Ивановское                  | сельцо  | Ряснинский    | Старицкий  |                |                  |
| Ильинское                   | село    |               | Старицкий  | Емельяновская  | Ильинский        |
| Карманиха                   | деревня | Орешкинский   | Старицкий  |                |                  |
| Копылово                    | деревня | Берновский    | Старицкий  |                |                  |
| Лесниково                   | сельцо  | Коньковский   | Старицкий  |                |                  |
| Лукшино                     | деревня | Мартьяновский | Зубцовский |                |                  |
| Малые Дворики               | деревня | Степуринский  | Старицкий  |                |                  |
| Михайловское                | село    | Новский       | Старицкий  |                |                  |
| Никифорково                 | деревня | Орешкинский   | Старицкий  | Киселевская    |                  |
| Никольская                  | деревня | Суровцовский  | Зубцовский |                |                  |
| Новосергино                 | деревня | Роднинский    | Зубцовский |                |                  |
| Новый Луч                   | хутор   | Максимовский  | Старицкий  |                |                  |
| Пеньи                       | деревня | Мартьяновский | Зубцовский |                |                  |
| Подмышье                    | сельцо  | Берновский    | Старицкий  |                |                  |
| Рассвет                     | хутор   | Денежновский  | Старицкий  |                |                  |
| Семёнов Городок             | село    | Паньковский   | Старицкий  |                |                  |
| Сергино                     | село    | Мартьяновский | Зубцовский | Иружская       |                  |
| Спас                        | деревня | Сидоровский   | Зубцовский | Ушаковская     |                  |
| Турыгино                    | сельцо  | Коньковский   | Старицкий  |                |                  |
| Ушаково                     | село    | Васильевский  | Старицкий  |                |                  |
| Черепково                   | деревня | Корениченский | Старицкий  |                |                  |
| Глазково                    | деревня | Архангельский | Старицкий  |                |                  |
| Культура                    | хутор   | Архангельский | Старицкий  |                |                  |
| Красная Зорька              | хутор   | Архангельский | Старицкий  |                |                  |
| Москвино                    | деревня | Берновский    | Старицкий  |                |                  |
| Новое Рогово                | деревня | Коньковский   | Старицкий  |                |                  |
| Глебцево                    | деревня | Сидоровский   | Старицкий  |                |                  |
| Литино                      | деревня | Сидоровский   | Старицкий  |                |                  |
| Никольское                  | деревня | Гурьевский    | Старицкий  |                |                  |
| Скрылево                    | деревня | Болдыревский  | Зубцовский |                |                  |
| Валуйки                     | деревня | Болдыревский  | Зубцовский |                |                  |
| Власово                     | деревня | Суровцовский  | Зубцовский |                |                  |
| Глухово                     | деревня | Суровцовский  | Зубцовский |                |                  |
| Клеопино                    | деревня | Суровцовский  | Зубцовский |                |                  |
| Липки                       | деревня | Орешковский   | Старицкий  | Киселевская    |                  |
| Шептуны                     | деревня | Орешковский   | Старицкий  |                |                  |
| Городище                    | деревня | Бабинский     | Старицкий  |                |                  |
| Тесмино                     | деревня | Бродовский    | Старицкий  |                |                  |
| Срезнево                    | деревня | Бродовский    | Старицкий  |                |                  |
| Гремиха                     | деревня | Берновский    | Старицкий  |                |                  |
| Терехово                    | деревня | Берновский    | Старицкий  |                |                  |
| Дубровка                    | деревня | Берновский    | Старицкий  |                |                  |
| Москвино                    | деревня | Берновский    | Старицкий  |                |                  |
| Пушкинский Уголок           | хутор   | Берновский    | Старицкий  |                |                  |
| Палкино                     | деревня | Берновский    | Старицкий  |                |                  |
| Северный Полюс              | хутор   | Денежновский  | Старицкий  |                |                  |
| Бараково                    | деревня | Денежновский  | Старицкий  |                |                  |
| Рябово                      | деревня | Максимовский  | Старицкий  |                |                  |
| Тенинково                   | деревня | Емельяновский | Старицкий  |                |                  |
| Турышкино                   | деревня | Бабынинский   | Старицкий  |                |                  |
| Ясная Горка                 | хутор   | Мартьяновский |            |                |                  |